# フランク・ヘネンロッター
フランク・ヘネンロッター（Frank Henenlotter, 1950年8月29日 - ）は、アメリカ合衆国の映画監督。

## 作品
- ゴッドファーザー・オブ・ゴア " Herschell Gordon Lowis: God Father of Gore"（2010）- 監督
- バッド・バイオロジー 狂った性器ども "Bad Biology"（2008）- 監督・脚本
- バスケットケース3 "Basket Case3: The Progehy" （1992）- 監督・脚本
- フランケンフッカー "Franken Hooker"（1990）- 監督・脚本
- バスケットケース2 "Basket Case2"（1990）- 監督・脚本
- ブレインダメージ "Brain Damage"（1987）- 監督・脚本
- バスケットケース "Basket Case"（1982）- 監督・脚本・編集

## 出演
- VHSテープを巻き戻せ! "Rewind This!"（2013）